# Mustasaari (ö i Finland, Södra Savolax, Nyslott, lat 61,65, long 29,12)
Mustasaari är en ö i Finland. Den ligger i sjön Pihlajavesi och i kommunen Nyslott i  landskapet Södra Savolax, i den sydöstra delen av landet, 270 km nordost om huvudstaden Helsingfors. Öns area är 6 hektar och dess största längd är 0,5 kilometer i öst-västlig riktning.